# Tatort: Tanzmariechen
Tanzmariechen ist ein Fernsehfilm aus der Krimireihe Tatort. Der vom WDR produzierte Beitrag wurde am 19. Februar 2017 im Ersten und im SRF 1 ausgestrahlt. In dieser 1011. Tatort-Folge ermitteln die Kölner Kommissare Ballauf und Schenk ihren 69. Fall.

## Handlung
Ein Teenager-Mädchen hält sich an einem Brückengeländer fest und schaut verängstigt auf den Fluss unter ihr. Ihr Handy vibriert. Sie springt.
Es sind zwei Monate nach dem Selbstmord des Mädchens vergangen. Elke Schetter, die strenge Tanztrainerin des Karnevalsvereins „De Jecke Aape“, wird wenige Tage vor dem Start in die neue Karnevalssaison erschlagen aufgefunden. Freddy Schenk und Max Ballauf stoßen bei ihren Ermittlungen auf Rivalitäten unter den Tänzerinnen um die Position des ersten Tanzmariechens. Dringend verdächtig ist dabei die Tänzerin Saskia Unger, die nach dem Tod Elkes zur neuen Choreografin ernannt wurde. Diese gerät immer wieder mit der Tänzerin Annika aneinander, da Saskia Medikamente nimmt und allgemein mehr Lob erntet. Zudem bekam Annika am Vorabend von Elke eine deutliche Absage, weil sie nicht das Talent zum Tanzmariechen besitze. 
Die Kommissare ermitteln nach dem Selbstmord des Mädchens, dass ihr Name Evelyn Pösel war; sie hatte große Chancen auf die Rolle des Tanzmariechens, bevor sie sich jedoch aufgrund extremen Mobbings umbrachte. Die beleidigenden Kommentare und Bilder, die sie unbekleidet unter der Dusche zeigen, lassen sich auf Saskia zurückführen. Als Evelyns jähzorniger Vater Rainer davon erfährt, stellt er Saskia zur Rede und entdeckt, dass diese Medikamente nimmt. Er wirft ihr vor, sich aufzupuschen, während seine Tochter völlig ohne Hilfsmittel eine großartige Tänzerin war. Daraufhin erwidert Saskia, dass sie zwar die Mobberin war, um an die Rolle des Tanzmariechens zu kommen, aber auch der Druck aus Evelyns Familie Schuld trug. Evelyn hat einfach gern getanzt, aber da ihre Eltern meinten, sie müsse ihr Talent nutzen, um mindestens Tanzmariechen zu werden, wurde sie zu ihrer Konkurrentin. Sie beide, Saskia und Rainer, hätten Evelyn umgebracht. Ballauf und Schenk treffen gerade rechtzeitig ein, um Rainer davon abzuhalten, Saskia zu erwürgen. Es stellt sich heraus, dass diese eine Fußverletzung hatte und eigentlich vor Schmerzen gar nicht hätte tanzen können. Nachdem dies aufgedeckt ist, wird sie diese Saison nicht mehr dabei sein. 
Obwohl Pösel am Tatabend bei den Tanzmariechen seinen Frust abgelassen hatte, war er am Mordabend nachweisbar nicht in der Nähe der Übungshalle. Auch der Verdacht, dass Annika eine Affäre mit dem Vereinschef hatte, läuft ins Leere. Dafür ergibt die Untersuchung der Leiche, dass die Mordwaffe aus Marmor sein muss. Von der Form her würde ein Pokalsockel passen. Als die Ermittler die Pokale als Beweismittel mitnehmen wollen, werden sie vom empörten Vereinschef aufgehalten, welcher bemerkt, dass einer fehlt. Dieser wurde von Evelyn gewonnen. Zuhause bei Familie Pösel verweist der Sohn Paul darauf, dass seine Mutter Martina mit Evelyns Pokal, Kleid und Schuhen zum Friedhof gegangen ist. Ballauf und Schenk finden auf Evelyns Grab zwar die Gegenstände, nicht aber Martina. Diese möchte sich an der gleichen Stelle von der Brücke stürzen wie ihre Tochter, kann jedoch von Ballauf und Schenk gerettet werden. Daraufhin gibt sie zu, Elke Schetter getötet zu haben: Sie wollte nur Kleider und Pokal ihrer Tochter holen, als Elke auftauchte und ihr sagte, diese gehörten dem Verein. Aus Wut darüber, dass diejenigen, die für Evelyns Tod verantwortlich seien, ihr nicht mal diese Erinnerungen lassen wollten, erschlug sie die Choreografin.

## Hintergrund
Der Film wurde vom 8. September 2015 bis zum 8. Oktober 2015 in Köln gedreht. Das titelgebende Tanzmariechen ist eine traditionelle Figur im rheinischen Karneval.

## Rezeption

### Kritiken
„Der Frohsinn als Tragödie, die Überzeichnung der jecken Begeisterung als Obsession – das ist ein interessanter dramatischer Ansatz, der hier allerdings mit aller Krimi-Routine abgearbeitet wird. Thomas Jauchs hölzerne Inszenierung reiht eine Menge Dialoge im Stile tausendfach versendeter Krimis aneinander, und viele Figuren erfüllen bestenfalls Klischees.“

„Regisseur Thomas Jauch und Drehbuchautor Jürgen Werner haben zusammen ein paar der besten und aufreibendsten Dortmunder 'Tatorte' mit dem irren Kommissar Faber ausgearbeitet, da ging es drunter und drüber, da waren Gut und Böse oft nicht auseinanderzuhalten. Hier nun sind einige zentrale Charaktere sehr schlicht gezeichnet und die Interessen und Emotionen oft von banaler Übersichtlichkeit. Auch atmosphärisch schlägt der 'Tatort' kaum Gewinn aus der besonderen Situation – das fällt besonders im Vergleich mit der entfesselten Münchner Episode vom Oktoberfest auf. Gegen die wuchtigen Suff-und-Wahn-Wimmelbilder aus den bayerischen Bierzelten wirkt der rheinische Volksfestirrsinn geradezu brav.“

„... entpuppt sich als echtes Familiendrama. "Tanzmariechen" ist ein solider Krimi mit gut gelaunten Kommissaren. Kein Film-Juwel, aber genau das, was viele Tatort-Fans von guter Unterhaltung am Sonntagabend erwarten.“

„... eine so wohlfeile wie humorlose Karnevalskritik, die in der Regie von Thomas Jauch mit hartem Maximalkontrast von Frohsinn und Tragik arbeitet. (..) Auf ganzer Linie gescheitert ist Jauch aber vor allem damit, die Kölner Karnevalsatmosphäre, ob man sie nun ablehnt oder feiert, einzufangen.“

### Einschaltquote
Die Erstausstrahlung von Tanzmariechen am 19. Februar 2017 wurde in Deutschland von 10,71 Millionen Zuschauern gesehen und erreichte einen Marktanteil von 28,4 % für Das Erste. In der Schweiz wurde der Tatort auf SRF 1 von 438.000 Zuschauern geschaut und erreichte einen Marktanteil von 23,0 %.

## Trivia
Für seine Dienstfahrten nutzt Schenk einen schwarzen 1984er Cadillac Sedan DeVille mit dem Kennzeichen K-FS 586H, welches in "Narben" bereits an einem Jeep verwendet wurde. 
Auf dem Grabkreuz von Evelyn Pösel ist ihr Vorname falsch geschrieben. Das Kreuz ist mit Eveyln Pösel beschriftet.
Die von Paul Pösel vorgetragene Büttenrede wurde von Karnevalsrhetoriktrainer Marco Ringel im Auftrag der Produktionsfirma geschrieben. In der Episode kommen nur kleine Auszüge der Rede vor.